# 李安度·沙明奴
李安度·維拉斯·鮑亞士·沙明奴（Leandro Vilas Boas Simioni，1974年9月26日—），生於巴西聖貝爾納多-杜坎普，已退役巴西足球運動員，司職前鋒。

## 球員生涯
李安度生於巴西聖貝爾納多-杜坎普，於1997年來港加盟當時在甲組角逐的勁旅好易通，1998年轉會西貢朋友，再在1999年加盟東聯二合，期間他曾入選香港聯賽選手隊，協助香港奪得省港盃冠軍，其後他短暫到日職再到以色列落班，惟他2011年返巴西渡假時遇上交通意外，一度昏迷不醒，最終雖然保住性命，但其雙腳就不保，宣佈掛靴，自此李安度大部份時間都要在輪椅上度過。

## 退役生活
掛靴後，李安度有家人及朋友支持，令他振作起來，並且好快就找人生第二個目標，成為了專業釣魚運動員，在港甲和日職落班的日子，李安度把自己部份的薪金改善家人的生活外，亦大力改善所居住社區的設施，為低收入家庭的兒童提供康樂活動，更捐錢興建康樂中心，供區內人士使用。

## 外部連結
- Profile （页面存档备份，存于） at Worldfootball.
- Stats （页面存档备份，存于） in Ligadehonra.